# Seznam uměleckých realizací ve veřejném prostoru v Braníku
Seznam uměleckých realizací ve veřejném prostoru v Braníku v Praze 4 obsahuje tvorbu výtvarných umělců umístěnou v katastrálním území Braník. Seznam je řazen podle ulic a nemusí být úplný.

## Seznam uměleckých realizací
| Název                                                                    | Fotografie                                                                   | Lokace                                                     | Autor                                                     | Rok       | Popis                                 | Poznámka                                                      |
| ------------------------------------------------------------------------ | ---------------------------------------------------------------------------- | ---------------------------------------------------------- | --------------------------------------------------------- | --------- | ------------------------------------- | ------------------------------------------------------------- |
| Rovnováha                                                                | Kategorie „Rovnováha (Josef Klimeš)“ na Wikimedia Commons                    | Barrandovský most 50°2′15,17″ s. š., 14°24′31,19″ v. d.    | Josef Klimeš (1928–2018)                                  | 1989      | socha, litý beton                     | východní úpatí mostu                                          |
| Vazby                                                                    | Kategorie „Vazby (Jiří Novák)“ na Wikimedia Commons                          | Filosofská 1166/ 3 50°1′22,97″ s. š., 14°25′44,58″ v. d.   | Jiří Novák (1922–2010) Aleš Bořkovec (1923–2013)          | 1968      | reliéf, ocel                          | Sídliště Novodvorská, základní škola                          |
| Vstupní stěna ZDŠ na sídlišti Novodvorská (†)                            |                                                                              | Jílovská 1100/ 16 50°1′33,03″ s. š., 14°25′45,13″ v. d.    | Zdeněk Šimek (1927–1970) Aleš Bořkovec (1923–2013)        | 1967      | dekorativní stěna, glazovaná keramika | Sídliště Novodvorská, základní škola                          |
| neuveden                                                                 | Kategorie „Skulptura v Braníku (Ke Krči)“ na Wikimedia Commons               | Ke Krči 50°2′10,5″ s. š., 14°24′43,98″ v. d.               | neuveden                                                  |           | socha, kámen                          | u Dominikánského dvora                                        |
| Vlna                                                                     | Kategorie „Vlna (Vilém Kocych)“ na Wikimedia Commons                         | Mezivrší 50°2′15,82″ s. š., 14°25′0,45″ v. d.              | Vilém Kocych (1930–2007)                                  | 1977      | socha, beton, kámen                   | park                                                          |
| Průnik                                                                   | Kategorie „Průnik (Braník)“ na Wikimedia Commons                             | Mikuleckého 1310/6 50°1′51,77″ s. š., 14°25′42,41″ v. d.   | Jiří Kašpar                                               | 1973      | socha, litý beton                     | na parkovišti                                                 |
| Keramický obklad, emblém na fasádě a nápis "Zimní stadion" v Braníku (†) |                                                                              | Mikuleckého 1584/1 50°1′53,42″ s. š., 14°25′41,61″ v. d.   | Lubomír Šilar (1932–2016)                                 | 1987      | keramický obklad, keramika            | Hokejový stadion, emblém na fasádě a nápis „Zimní stadion“    |
| Prostřený stůl                                                           | Kategorie „Prostřený stůl (Na Mlejnku)“ na Wikimedia Commons                 | Na Mlejnku 50°2′1,6″ s. š., 14°24′37,8″ v. d.              | Milan Knížák (*1940)                                      | 2004      | socha                                 | exteriér                                                      |
| Portál                                                                   | Kategorie „Portál Na Mlejnku (Ladislav Kovařík)“ na Wikimedia Commons        | Na Mlejnku 1238/2a 50°2′10,22″ s. š., 14°24′35,07″ v. d.   | Ladislav Kovařík (*1932)                                  | 1970      | dekorativní stěna, beton              | vchod do domu                                                 |
| Sloup                                                                    | Kategorie „Sloup (Věra Janoušková)“ na Wikimedia Commons                     | Novodvorská 50°1′30,55″ s. š., 14°26′6,13″ v. d.           | Věra Janoušková (1922–2010)                               | 1969      | socha, osinkocement                   | Sídliště Novodvorská                                          |
| Polokoule                                                                |                                                                              | Novodvorská 994/138 50°1′43,64″ s. š., 14°25′44,95″ v. d.  | neuveden                                                  |           | socha, keramika                       | bývalý Výzkumný ústav                                         |
| Dekorativní stěna                                                        | Kategorie „Dekorativní stěna (Roškotova)“ na Wikimedia Commons               | Roškotova 1225/1 50°2′26,1″ s. š., 14°25′47,09″ v. d.      | neuveden                                                  | kov       | dekorativní stěna                     | před vchodem                                                  |
| Porcelánová mříž                                                         | Kategorie „Porcelánová mříž (Alena Kroupová)“ na Wikimedia Commons           | Vavřenova 50°1′28,79″ s. š., 14°25′34,15″ v. d.            | Alena Kroupová (1926–2002)                                | 1971      | keramický plot, keramika              | roh ulic Vavřenova a Vítovcova                                |
| Konkávní plastika (†)                                                    |                                                                              | Vavřenova 50°1′28,04″ s. š., 14°25′37,55″ v. d.            | Josef Klimeš (1928–2018)                                  | 1970–1980 | socha                                 | Sídliště Novodvorská, boční terasa kavárny a restaurace       |
| Oheň (†)                                                                 |                                                                              | Vavřenova 50°1′29,23″ s. š., 14°25′36,8″ v. d.             | Věra Janoušková (1922–2010) Vladimír Janoušek (1922–1986) | 1972      | socha, železo                         | Sídliště Novodvorská, před boční terasou kavárny a restaurace |
| Keramická plastika                                                       | Kategorie „Keramická plastika (Karel a Milena Veličtí)“ na Wikimedia Commons | Vrbova 1233/34 50°1′53,4″ s. š., 14°25′33,61″ v. d.        | Karel Velický Milena Velická                              |           | socha, keramika                       | Střední škola gastronomická                                   |
| Stavaři                                                                  | Kategorie „Stavaři (Ivan Kalvoda)“ na Wikimedia Commons                      | Zelený pruh 1560/ 99 50°2′22,41″ s. š., 14°25′44,69″ v. d. | Ivan Kalvoda (*1941)                                      | 1979      | reliéf, trachyt                       | Pozemní stavby                                                |
| Výtvarné řešení atria budovy Pozemních staveb (†)                        |                                                                              | Zelený pruh 1560/ 99 50°2′22,74″ s. š., 14°25′43,29″ v. d. | Ivan Kalvoda (*1941)                                      | 1977      | fontána                               | Pozemní stavby, odstraněno mezi 2007–2008                     |